# Wahl zur Nationalversammlung für Wales 2016
- Plaid: 11
- WLP: 29
- Unabh.: 1
- WLD: 1
- WCP: 11
- UKIP: 7

- Austritt: 11
- Union: 49

Am 5. Mai 2016 fand die Wahl zur Nationalversammlung für Wales (National Assembly for Wales) statt. Es handelte sich um die insgesamt sechste Wahl eines walisischen Regionalparlaments, seitdem – nach einem walisischen Volksentscheid 1997 – durch den Government of Wales Act 1998 eine walisische Nationalversammlung geschaffen worden war. Am selben Tag fanden auch die Parlamentswahl in Schottland und die Wahl der Nordirland-Versammlung sowie Kommunalwahlen in England (darunter die Wahl des Bürgermeisters von London) statt.
Die Labour Party verlor an Stimmen, blieb jedoch weiterhin stärkste Partei. UKIP konnte sehr deutlich an Stimmen zulegen, während die Konservativen an Stimmen verloren. Die walisische Regionalpartei Plaid Cymru gewann an Stimmenanteilen hinzu, überholte die Konservativen und wurde zur zweitstärksten Partei, nach der Wahl trat jedoch  Dafydd Elis-Thomas aus der Fraktion aus. Er stimmte fortan als Unabhängiger ab.
In Folge der Wahl kam es zu einer Koalitionsregierung zwischen der Labour Party und den Liberal Democrats („Lab-Lib Pact“), die sich auf den Unabhängigen  Dafydd Elis-Thomas stützen konnte und somit auf 31 der 60 Sitze kam.

## Vorgeschichte
Die letzte Wahl zum walisischen Parlament fand im Jahr 2011 statt und wurde durch die traditionell in Wales starke Labour Party gewonnen. Zweitstärkste Partei wurden die Konservativen und an dritter Position folgte die walisische Regionalpartei Plaid Cymru. Als First Minister (Wales) (First Minister of Wales) wurde Carwyn Jones, der das Amt schon seit 2009 innegehabt hatte, bestätigt. Bei der Wahl gewann Labour 30 von 60 Sitzen, verfehlte also knapp die absolute Mehrheit. Die Labour-Regierung unter Jones war damit bei Gesetzesvorhaben auf parlamentarische Unterstützung von außerhalb angewiesen. Während der gesamten Legislaturperiode stand die walisische Regierung unter Jones im Gegensatz zur britischen Regierung in London unter Premierminister Cameron. Die Regierung Jones opponierte vor allem gegen die von London aus betriebene Austeritätspolitik und warf London vor, mit unsozialen Sparmaßnahmen das wirtschaftlich überwiegend strukturschwache Wales besonders schwer zu treffen. Die Londoner Regierung bezichtigte wiederum die Regierung in Wales der wirtschaftspolitischen Inkompetenz.

Walisische Politiker
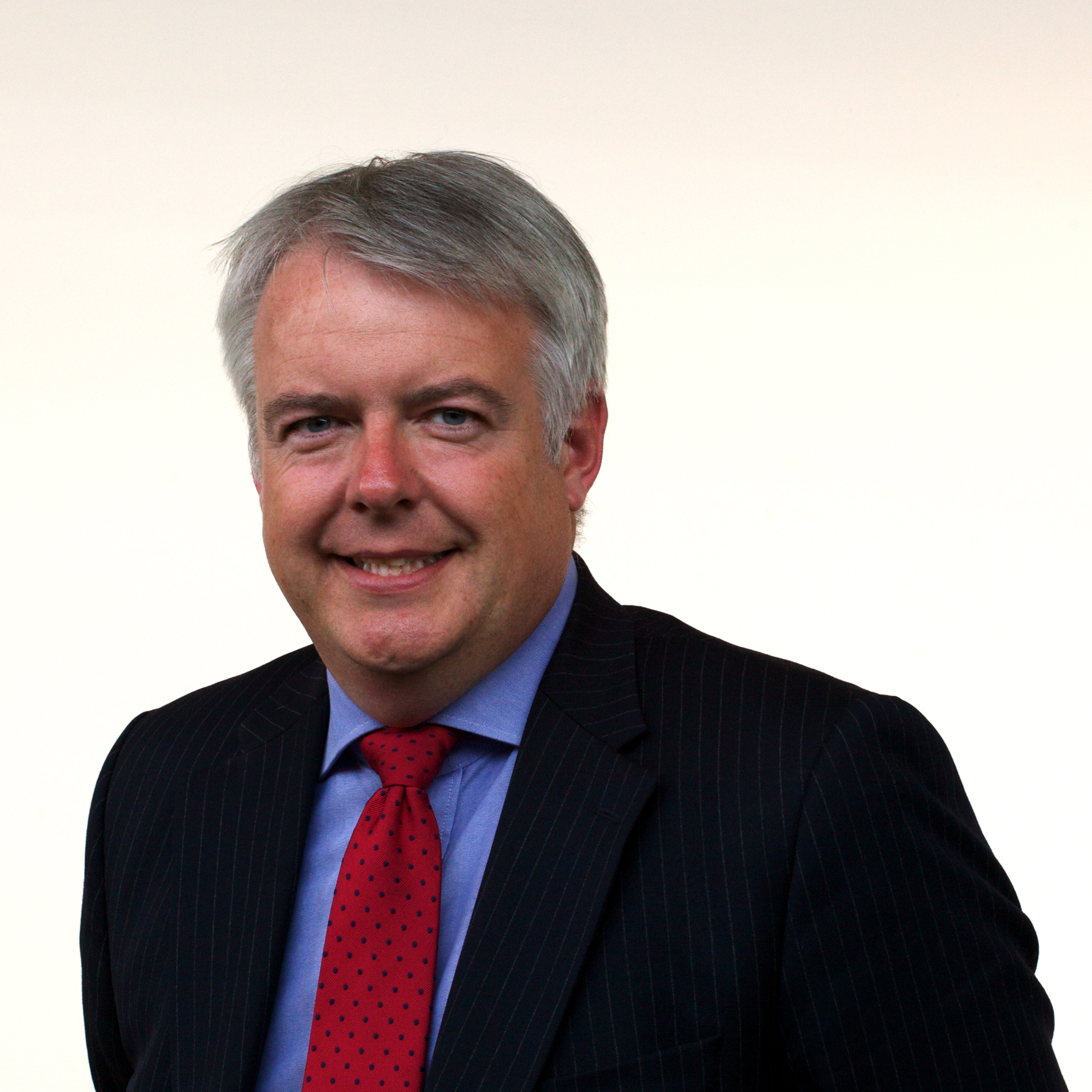
Carwyn Jones (Welsh Labour)
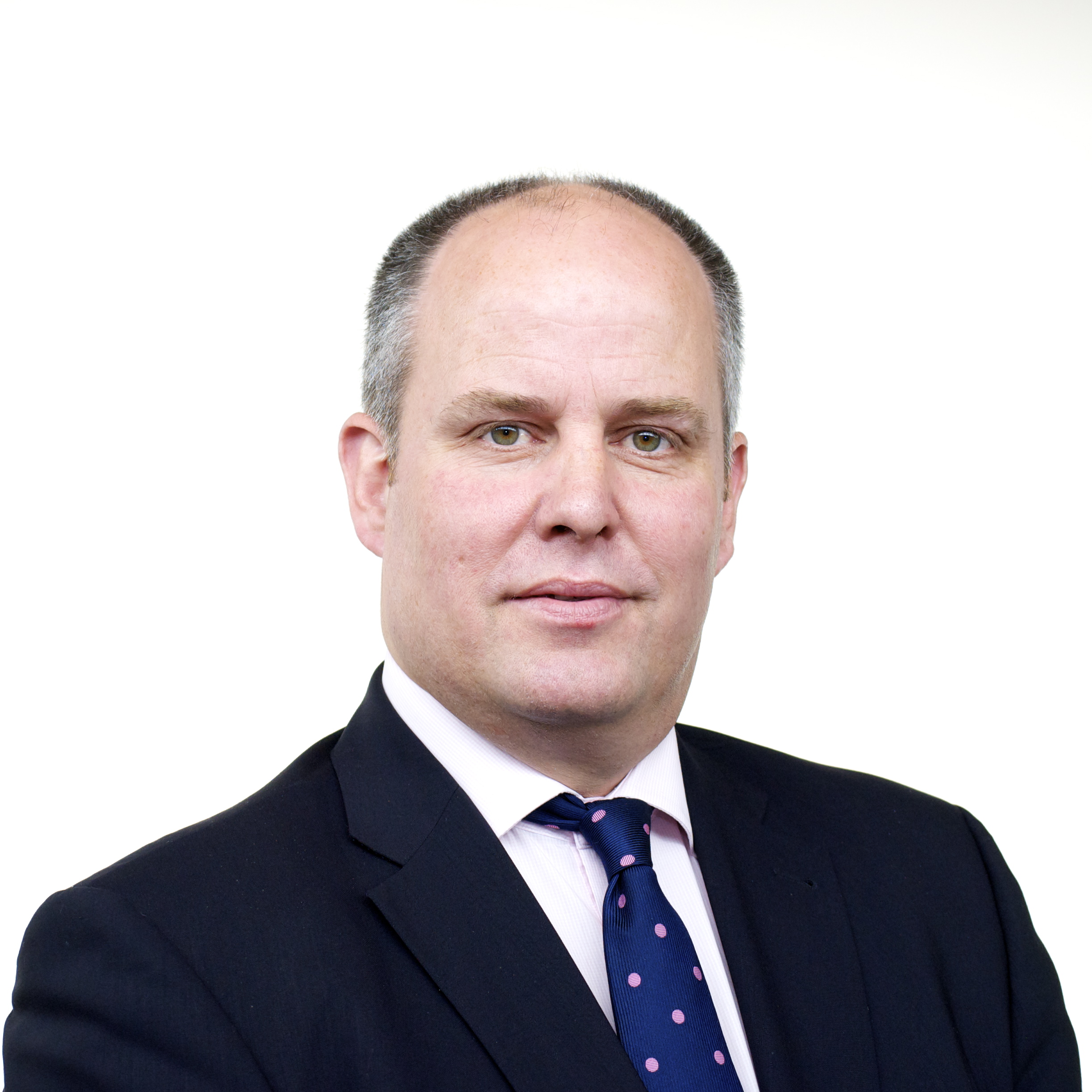
Andrew R. T. Davies (Welsh Conservatives)
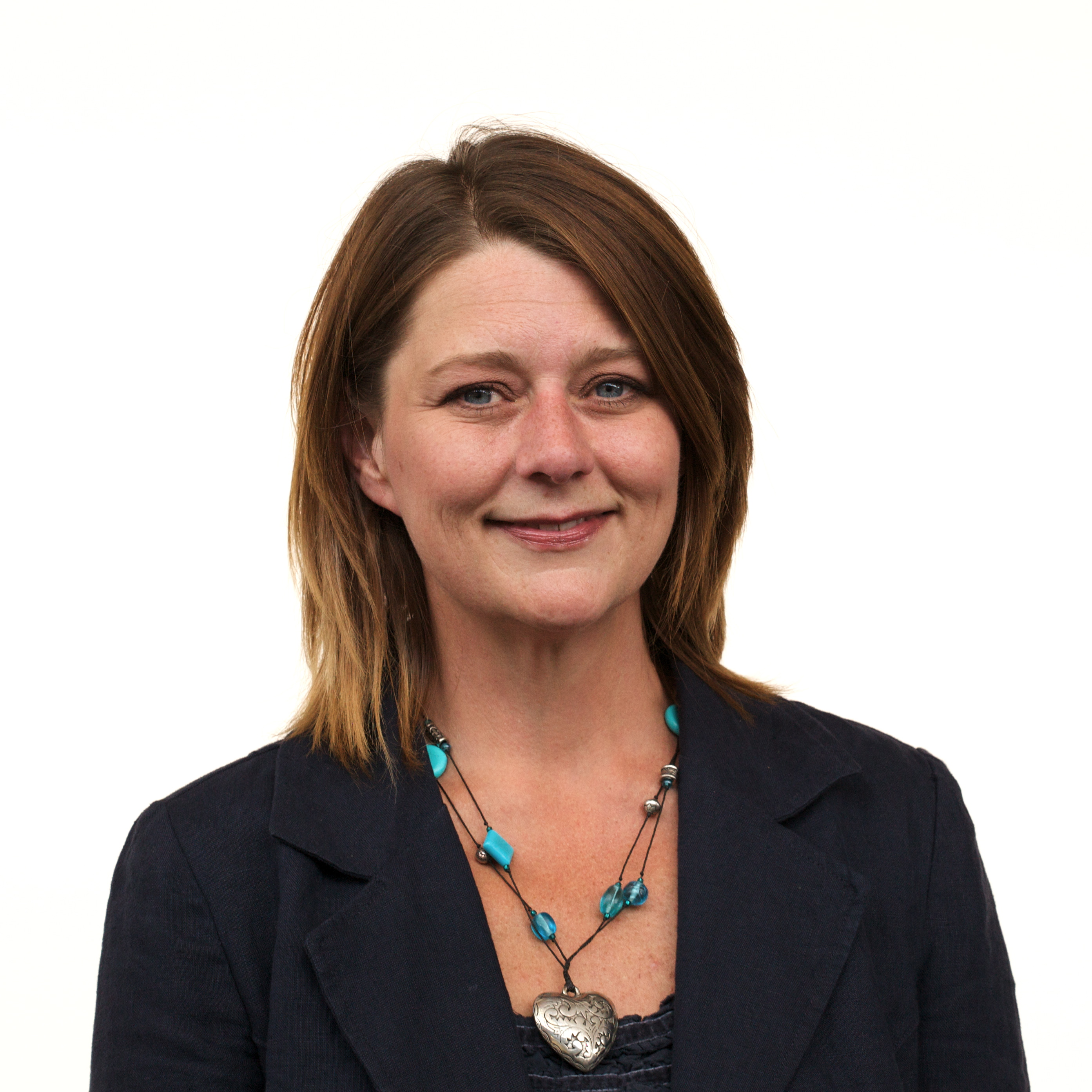
Leanne Wood (Plaid Cymru)
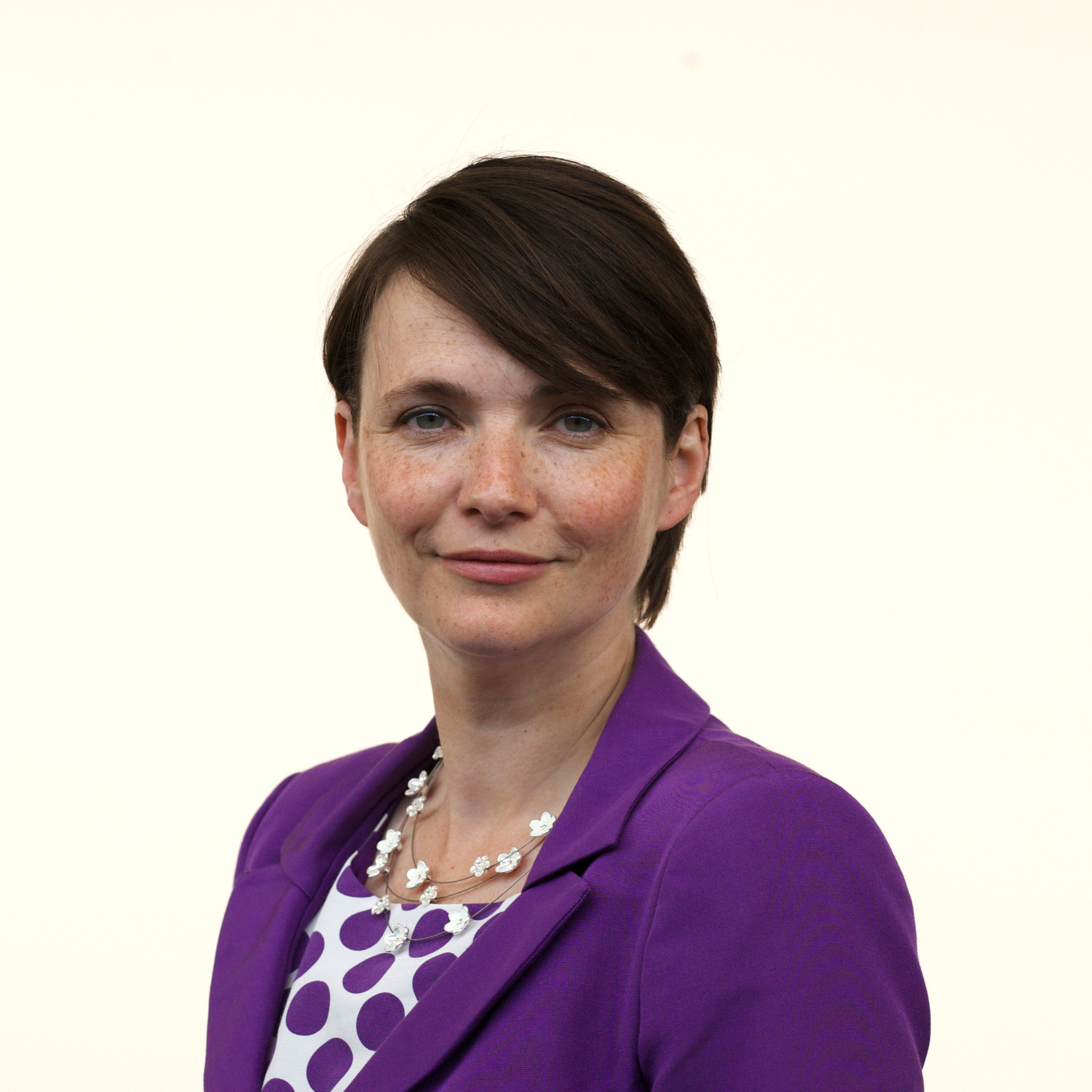
Kirsty Williams (Welsh Liberal Democrats)

## Wahltermin
Die Legislaturperiode der walisischen Nationalversammlung dauerte ursprünglich 4 Jahre. Mit dem Fixed-term Parliaments Act aus dem Jahr 2011 wurde der Wahltermin für das britische Unterhaus auf den ersten Donnerstag im Mai alle fünf Jahre festgelegt. Um eine zeitliche Kollision mit diesem Wahltermin zu vermeiden, wurde auch der Wahltermin für die walisische Nationalversammlung von ursprünglich 2015 um ein Jahr nach hinten verschoben. Durch den Wales Act 2014 wurde die Legislaturperiode auch für die Zukunft auf 5 Jahre festgelegt.
Diskussionen gab es auch um die zeitliche Nähe zum Termin für das Referendum über die weitere Mitgliedschaft des Vereinigten Königreichs in der Europäischen Union, das durch Premierminister Cameron auf den 23. Juni 2016 festgelegt worden war. Die Politiker in Wales hätten hier einen größeren zeitlichen Abstand zwischen den beiden Wahlereignissen vorgezogen.

## Wahlsystem
Als Wahlsystem kam das Mixed-Member Proportional zur Anwendung, ein gemischtes Verfahren, das sowohl Elemente der Mehrheitswahl als auch der Verhältniswahl enthält. Hierfür wurde Wales in 40 Wahlkreise aufgeteilt, von denen wiederum zwischen sieben und neun zu insgesamt fünf Wahlregionen zusammengefasst wurden und deren Grenzen sich an den Wahlbezirken zur Europawahl orientierten.
Die Wähler hatten zwei Stimmen. Mit einer konnten sie sich für einen Kandidaten in ihrem Wahlkreis entscheiden, zum Sieg reichte nach dem First-Past-the-Post-System die relative  Mehrheit. Die andere Stimme war für die Wahlregion, hier standen Parteilisten zur Auswahl. Zur Umrechnung in Mandatssitze wurde das D’Hondt-Verfahren angewendet, wobei es bei den verschiedenen Listen unterschiedliche Divisoren gab, nämlich die Zahl der jeweils in den Wahlkreisen gewonnenen Direktmandate plus eins. Hierdurch bekamen, bei gleichen Stimmenzahlen, Parteien, die weniger Wahlkreise gewonnen hatten, einen Mandatsausgleich.

## Ergebnis
|        | Labour                              | 353.866   | 34,7 %  | ▼7,6 %  | 27 | ▼1  | 319.196   | 31,5 %  | ▼5,4 % | 2  | 0   | 29 | ▼1  | 48,3 %  |
|        | Plaid Cymru                         | 209.376   | 20,5 %  | ▲1,3 %  | 6  | ▲1  | 211.548   | 20,8 %  | ▲3,0 % | 6  | 0   | 12 | ▲1  | 20,0 %  |
|        | Conservatives                       | 215.597   | 21,1 %  | ▼3,9 %  | 6  | 0   | 190,846   | 18,8 %  | ▼3,7 % | 5  | ▼3  | 11 | ▼3  | 18,3 %  |
|        | UKIP                                | 127.038   | 12,5 %  | ▲12,5 % | 0  | 0   | 132.138   | 13,0 %  | ▲8,5 % | 7  | ▲7  | 7  | ▲7  | 11,7 %  |
|        | Liberal Democrats                   | 78.165    | 7,7 %   | ▼2,9 %  | 1  | 0   | 65.504    | 6,5 %   | ▼1,6 % | 0  | ▼4  | 1  | ▼4  | 1,7 %   |
|        | Abolish the Welsh Assembly Party    | –         | –       | –       | –  | –   | 44.286    | 4,4 %   | ▲4,4 % | 0  | 0   | 0  | 0   | 0,0 %   |
|        | Greens                              | 25.202    | 2,5 %   | ▲2,3 %  | 0  | 0   | 30.211    | 3,0 %   | ▼0,5 % | 0  | 0   | 0  | 0   | 0,0 %   |
|        | Official Monster Raving Loony Party | –         | –       | –       | –  | –   | 5,743     | 0,6 %   | ▲0,4 % | 0  | 0   | 0  | 0   | 0,0 %   |
|        | Association of Welsh Independents   | –         | –       | –       | –  | –   | 2.897     | 0,3 %   | Neu    | 0  | Neu | 0  | Neu | 0,0 %   |
|        | Women’s Equality                    | –         | –       | –       | –  | –   | 2.807     | 0,3 %   | Neu    | 0  | Neu | 0  | Neu | 0,0 %   |
|        | Welsh Communist Party               | –         | –       | –       | –  | –   | 2,452     | 0,2 %   | ±0,0 % | 0  | 0   | 0  | 0   | 0,0 %   |
|        | TUSC                                | –         | –       | –       | –  | –   | 2,040     | 0,2 %   | ±0,0 % | 0  | 0   | 0  | 0   | 0,0 %   |
|        | People First                        | –         | –       | –       | –  | –   | 1.496     | 0,1 %   | Neu    | 0  | Neu | 0  | Neu | 0,0 %   |
|        | Welsh Christian Party               | –         | –       | –       | –  | –   | 1.103     | 0,1 %   | ▼0,8 % | 0  | 0   | 0  | 0   | 0,0 %   |
|        | Freedom to Choose / Vapers in Power | 96        | 0,0 %   | Neu     | 0  | Neu | 470       | 0,0 %   | Neu    | 0  | Neu | 0  | Neu | 0,0 %   |
|        | National Front                      | –         | –       | –       | –  | –   | 429       | 0,0 %   | Neu    | 0  | Neu | 0  | Neu | 0,0 %   |
|        | Putting Llanelli First              | 1.113     | 0,1 %   | ▼0,1 %  | 0  | 0   | –         | –       | –      | –  | –   | 0  | 0   | 0,0 %   |
|        | English Democrats                   | 146       | 0,0 %   | ▼0,1 %  | 0  | 0   | –         | –       | –      | –  | –   | 0  | 0   | 0,0 %   |
|        | Socialist Party of Great Britain    | 76        | 0,0 %   | Neu     | 0  | Neu | –         | –       | –      | –  | –   | 0  | Neu | 0,0 %   |
|        | Cymru Sovereign                     | 38        | 0,0 %   | Neu     | 0  | Neu | –         | –       | –      | –  | –   | 0  | Neu | 0,0 %   |
|        | Unabhängige                         | 8.670     | 0,8 %   | ▼0,5 %  | 0  | 0   | 1.577     | 0,1 %   | ±0,0 % | 0  | 0   | 0  | 0   | 0,0 %   |
| Gesamt | Gesamt                              | 1.019.383 | 100,0 % |         | 40 |     | 1.014.743 | 100,0 % |        | 20 |     | 60 |     | 100,0 % |

| Anzahl der Wahlberechtigten | Wahlbeteiligung | Wahlbeteiligung |
| Anzahl der Wahlberechtigten | In %            | +/−             |
| --------------------------- | --------------- | --------------- |
| 2.248.050                   | 45,3 %          | ▲3,1 %          |

### Zusammenfassung des Wahlergebnisses

Mehrheiten in den 40 Wahlkreisen (die Farbgebung entspricht der der Tabelle)

20 Abgeordnete wurden über regionale Parteilisten in 5 Wahlregionen bestimmt

| Wahlkreis-Direktmandate | Wahlkreis-Direktmandate | Wahlkreis-Direktmandate | Wahlkreis-Direktmandate | Wahlkreis-Direktmandate |
| ----------------------- | ----------------------- | ----------------------- | ----------------------- | ----------------------- |
|                         |                         |                         |                         |                         |
| Labour                  | Labour                  |                         | 34,7 %                  | 34,7 %                  |
| Conservative            | Conservative            |                         | 21,1 %                  | 21,1 %                  |
| Plaid Cymru             | Plaid Cymru             |                         | 20,5 %                  | 20,5 %                  |
| UKIP                    | UKIP                    |                         | 12,5 %                  | 12,5 %                  |
| Lib. Dem.               | Lib. Dem.               |                         | 7,7 %                   | 7,7 %                   |
| Greens                  | Greens                  |                         | 2,5 %                   | 2,5 %                   |
| Sonst.                  | Sonst.                  |                         | 1,0 %                   | 1,0 %                   |
|                         |                         |                         |                         |                         |

| Region (Listenmandate) | Region (Listenmandate) | Region (Listenmandate) | Region (Listenmandate) | Region (Listenmandate) |
| ---------------------- | ---------------------- | ---------------------- | ---------------------- | ---------------------- |
|                        |                        |                        |                        |                        |
| Labour                 | Labour                 |                        | 31,5 %                 | 31,5 %                 |
| Plaid Cymru            | Plaid Cymru            |                        | 20,8 %                 | 20,8 %                 |
| Conservative           | Conservative           |                        | 18,8 %                 | 18,8 %                 |
| UKIP                   | UKIP                   |                        | 13,0 %                 | 13,0 %                 |
| Lib. Dem.              | Lib. Dem.              |                        | 6,5 %                  | 6,5 %                  |
| Abolish                | Abolish                |                        | 4,4 %                  | 4,4 %                  |
| Greens                 | Greens                 |                        | 3,0 %                  | 3,0 %                  |
| Sonst.                 | Sonst.                 |                        | 2,0 %                  | 2,0 %                  |
|                        |                        |                        |                        |                        |

| Parlamentssitze | Parlamentssitze | Parlamentssitze | Parlamentssitze | Parlamentssitze |
| --------------- | --------------- | --------------- | --------------- | --------------- |
|                 |                 |                 |                 |                 |
| Labour          | Labour          |                 | 48,3 %          | 48,3 %          |
| Plaid Cymru     | Plaid Cymru     |                 | 20,0 %          | 20,0 %          |
| Conservative    | Conservative    |                 | 18,3 %          | 18,3 %          |
| UKIP            | UKIP            |                 | 11,7 %          | 11,7 %          |
| Lib. Dem.       | Lib. Dem.       |                 | 1,7 %           | 1,7 %           |
|                 |                 |                 |                 |                 |

### Zusammenfassung nach Direktmandaten (Wahlkreis) und Listenmandaten (Region)

#### Mid and West Wales
| Wahl zur Nationalversammlung für Wales 2016: Mid and West Wales | Wahl zur Nationalversammlung für Wales 2016: Mid and West Wales | Wahl zur Nationalversammlung für Wales 2016: Mid and West Wales | Wahl zur Nationalversammlung für Wales 2016: Mid and West Wales |
| Wahlkreis                                                       | Wahlkreis                                                       | Gewählte Abgeordnete                                            | Partei                                                          |
| --------------------------------------------------------------- | --------------------------------------------------------------- | --------------------------------------------------------------- | --------------------------------------------------------------- |
|                                                                 | Brecon and Radnorshire                                          | Kirsty Williams                                                 | Liberal Democrats gehalten                                      |
|                                                                 | Carmarthen East and Dinefwr                                     | Adam Price                                                      | Plaid Cymru gehalten                                            |
|                                                                 | Carmarthen West and South Pembrokeshire                         | Angela Burns                                                    | Conservative gehalten                                           |
|                                                                 | Ceredigion                                                      | Elin Jones                                                      | Plaid Cymru gehalten                                            |
|                                                                 | Dwyfor Meirionnydd                                              | Dafydd Elis-Thomas                                              | Plaid Cymru gehalten                                            |
|                                                                 | Llanelli                                                        | Lee Waters                                                      | Labour gehalten                                                 |
|                                                                 | Montgomeryshire                                                 | Russell George                                                  | Conservative gehalten                                           |
|                                                                 | Preseli Pembrokeshire                                           | Paul Davies                                                     | Conservative gehalten                                           |

| Wahl zur Nationalversammlung für Wales 2016: Mid and West Wales | Wahl zur Nationalversammlung für Wales 2016: Mid and West Wales | Wahl zur Nationalversammlung für Wales 2016: Mid and West Wales | Wahl zur Nationalversammlung für Wales 2016: Mid and West Wales | Wahl zur Nationalversammlung für Wales 2016: Mid and West Wales | Wahl zur Nationalversammlung für Wales 2016: Mid and West Wales | Wahl zur Nationalversammlung für Wales 2016: Mid and West Wales | Wahl zur Nationalversammlung für Wales 2016: Mid and West Wales | Wahl zur Nationalversammlung für Wales 2016: Mid and West Wales |
| Partei                                                          | Partei                                                          | Gewählte Kandidaten                                             | Sitze                                                           | ±                                                               | Stimmen                                                         | %                                                               | ±                                                               |                                                                 |
| --------------------------------------------------------------- | --------------------------------------------------------------- | --------------------------------------------------------------- | --------------------------------------------------------------- | --------------------------------------------------------------- | --------------------------------------------------------------- | --------------------------------------------------------------- | --------------------------------------------------------------- | --------------------------------------------------------------- |
|                                                                 | Plaid Cymru                                                     | Simon Thomas                                                    | 1                                                               | ±0                                                              | 56.754                                                          | 26,3 %                                                          | −0,5 %                                                          |                                                                 |
|                                                                 | Conservative                                                    |                                                                 | 0                                                               | ±0                                                              | 44.461                                                          | 20,6 %                                                          | −4,6 %                                                          |                                                                 |
|                                                                 | Labour                                                          | Joyce Watson Eluned Morgan                                      | 2                                                               | ±0                                                              | 41.975                                                          | 19,4 %                                                          | −3,1 %                                                          |                                                                 |
|                                                                 | UKIP                                                            | Neil Hamilton                                                   | 1                                                               | +1                                                              | 25.042                                                          | 11,6 %                                                          | +7,2 %                                                          |                                                                 |
|                                                                 | Liberal Democrats                                               |                                                                 | 0                                                               | −1                                                              | 23.554                                                          | 10,9 %                                                          | −1,9 %                                                          |                                                                 |

#### North Wales
| Wahl zur Nationalversammlung für Wales 2016: North Wales | Wahl zur Nationalversammlung für Wales 2016: North Wales | Wahl zur Nationalversammlung für Wales 2016: North Wales | Wahl zur Nationalversammlung für Wales 2016: North Wales |
| Wahlkreis                                                | Wahlkreis                                                | Gewählte Abgeordnete                                     | Partei                                                   |
| -------------------------------------------------------- | -------------------------------------------------------- | -------------------------------------------------------- | -------------------------------------------------------- |
|                                                          | Aberconwy                                                | Janet Finch-Saunders                                     | Conservative gehalten                                    |
|                                                          | Alyn and Deeside                                         | Carl Sargeant                                            | Labour gehalten                                          |
|                                                          | Arfon                                                    | Siân Gwenllian                                           | Plaid Cymru gehalten                                     |
|                                                          | Clwyd South                                              | Ken Skates                                               | Labour gehalten                                          |
|                                                          | Clwyd West                                               | Darren Millar                                            | Conservative gehalten                                    |
|                                                          | Delyn                                                    | Hannah Blythyn                                           | Labour gehalten                                          |
|                                                          | Vale of Clwyd                                            | Ann Jones                                                | Labour gehalten                                          |
|                                                          | Wrexham                                                  | Lesley Griffiths                                         | Labour gehalten                                          |
|                                                          | Ynys Môn                                                 | Rhun ap Iorwerth                                         | Plaid Cymru gehalten                                     |

| Wahl zur Nationalversammlung für Wales 2016: North Wales | Wahl zur Nationalversammlung für Wales 2016: North Wales | Wahl zur Nationalversammlung für Wales 2016: North Wales | Wahl zur Nationalversammlung für Wales 2016: North Wales | Wahl zur Nationalversammlung für Wales 2016: North Wales | Wahl zur Nationalversammlung für Wales 2016: North Wales | Wahl zur Nationalversammlung für Wales 2016: North Wales | Wahl zur Nationalversammlung für Wales 2016: North Wales | Wahl zur Nationalversammlung für Wales 2016: North Wales |
| Partei                                                   | Partei                                                   | Gewählte Kandidaten                                      | Sitze                                                    | ±                                                        | Stimmen                                                  | %                                                        | ±                                                        |                                                          |
| -------------------------------------------------------- | -------------------------------------------------------- | -------------------------------------------------------- | -------------------------------------------------------- | -------------------------------------------------------- | -------------------------------------------------------- | -------------------------------------------------------- | -------------------------------------------------------- | -------------------------------------------------------- |
|                                                          | Labour                                                   |                                                          | 0                                                        | ±0                                                       | 57.528                                                   | 28,1 %                                                   | −4,0 %                                                   |                                                          |
|                                                          | Plaid Cymru                                              | Llyr Huws Gruffydd                                       | 1                                                        | ±0                                                       | 47.701                                                   | 23,3 %                                                   | +1,9 %                                                   |                                                          |
|                                                          | Conservative                                             | Mark Isherwood                                           | 1                                                        | −1                                                       | 45.468                                                   | 22,2 %                                                   | −4,6 %                                                   |                                                          |
|                                                          | UKIP                                                     | Nathan Gill Michelle Brown                               | 2                                                        | +2                                                       | 25.518                                                   | 12,5 %                                                   | +7,5 %                                                   |                                                          |
|                                                          | Liberal Democrats                                        |                                                          | 0                                                        | −1                                                       | 9.315                                                    | 4,6 %                                                    | −1,3 %                                                   |                                                          |

#### South Wales Central
| Wahl zur Nationalversammlung für Wales 2016: South Wales Central | Wahl zur Nationalversammlung für Wales 2016: South Wales Central | Wahl zur Nationalversammlung für Wales 2016: South Wales Central | Wahl zur Nationalversammlung für Wales 2016: South Wales Central |
| Wahlkreis                                                        | Wahlkreis                                                        | Gewählte Abgeordnete                                             | Partei                                                           |
| ---------------------------------------------------------------- | ---------------------------------------------------------------- | ---------------------------------------------------------------- | ---------------------------------------------------------------- |
|                                                                  | Cardiff Central                                                  | Jenny Rathbone                                                   | Labour gehalten                                                  |
|                                                                  | Cardiff North                                                    | Julie Morgan                                                     | Labour gehalten                                                  |
|                                                                  | Cardiff South and Penarth                                        | Vaughan Gething                                                  | Labour gehalten                                                  |
|                                                                  | Cardiff West                                                     | Mark Drakeford                                                   | Labour gehalten                                                  |
|                                                                  | Cynon Valley                                                     | Vikki Howells                                                    | Labour gehalten                                                  |
|                                                                  | Pontypridd                                                       | Mick Antoniw                                                     | Labour gehalten                                                  |
|                                                                  | Rhondda                                                          | Leanne Wood                                                      | Plaid Cymru gewonnen von Labour                                  |
|                                                                  | Vale of Glamorgan                                                | Jane Hutt                                                        | Labour gehalten                                                  |

| Wahl zur Nationalversammlung für Wales 2016: South Wales Central | Wahl zur Nationalversammlung für Wales 2016: South Wales Central | Wahl zur Nationalversammlung für Wales 2016: South Wales Central | Wahl zur Nationalversammlung für Wales 2016: South Wales Central | Wahl zur Nationalversammlung für Wales 2016: South Wales Central | Wahl zur Nationalversammlung für Wales 2016: South Wales Central | Wahl zur Nationalversammlung für Wales 2016: South Wales Central | Wahl zur Nationalversammlung für Wales 2016: South Wales Central | Wahl zur Nationalversammlung für Wales 2016: South Wales Central |
| Partei                                                           | Partei                                                           | Gewählte Kandidaten                                              | Sitze                                                            | ±                                                                | Stimmen                                                          | %                                                                | ±                                                                |                                                                  |
| ---------------------------------------------------------------- | ---------------------------------------------------------------- | ---------------------------------------------------------------- | ---------------------------------------------------------------- | ---------------------------------------------------------------- | ---------------------------------------------------------------- | ---------------------------------------------------------------- | ---------------------------------------------------------------- | ---------------------------------------------------------------- |
|                                                                  | Labour                                                           |                                                                  | 0                                                                | ±0                                                               | 78.366                                                           | 33,9 %                                                           | −7,1 %                                                           |                                                                  |
|                                                                  | Plaid Cymru                                                      | Neil McEvoy                                                      | 1                                                                | ±0                                                               | 48.357                                                           | 20,9 %                                                           | +1,9 %                                                           |                                                                  |
|                                                                  | Conservative                                                     | Andrew R. T. Davies David Melding                                | 2                                                                | ±0                                                               | 42.185                                                           | 18,3 %                                                           | −3,7 %                                                           |                                                                  |
|                                                                  | UKIP                                                             | Gareth Bennett                                                   | 1                                                                | +1                                                               | 23.958                                                           | 10,4 %                                                           | +6,4 %                                                           |                                                                  |
|                                                                  | Liberal Democrats                                                |                                                                  | 0                                                                | −1                                                               | 14.875                                                           | 6,4 %                                                            | −1,5 %                                                           |                                                                  |

#### South Wales East
| Wahl zur Nationalversammlung für Wales 2016: South Wales East | Wahl zur Nationalversammlung für Wales 2016: South Wales East | Wahl zur Nationalversammlung für Wales 2016: South Wales East | Wahl zur Nationalversammlung für Wales 2016: South Wales East |
| Wahlkreis                                                     | Wahlkreis                                                     | Gewählte Abgeordnete                                          | Partei                                                        |
| ------------------------------------------------------------- | ------------------------------------------------------------- | ------------------------------------------------------------- | ------------------------------------------------------------- |
|                                                               | Blaenau Gwent                                                 | Alun Davies                                                   | Labour gehalten                                               |
|                                                               | Caerphilly                                                    | Hefin David                                                   | Labour gehalten                                               |
|                                                               | Islwyn                                                        | Rhianon Passmore                                              | Labour gehalten                                               |
|                                                               | Merthyr Tydfil and Rhymney                                    | Dawn Bowden                                                   | Labour gehalten                                               |
|                                                               | Monmouth                                                      | Nick Ramsay                                                   | Conservative gehalten                                         |
|                                                               | Newport East                                                  | John Griffiths                                                | Labour gehalten                                               |
|                                                               | Newport West                                                  | Jayne Bryant                                                  | Labour gehalten                                               |
|                                                               | Torfaen                                                       | Lynne Neagle                                                  | Labour gehalten                                               |

| Wahl zur Nationalversammlung für Wales 2016: South Wales East | Wahl zur Nationalversammlung für Wales 2016: South Wales East | Wahl zur Nationalversammlung für Wales 2016: South Wales East | Wahl zur Nationalversammlung für Wales 2016: South Wales East | Wahl zur Nationalversammlung für Wales 2016: South Wales East | Wahl zur Nationalversammlung für Wales 2016: South Wales East | Wahl zur Nationalversammlung für Wales 2016: South Wales East | Wahl zur Nationalversammlung für Wales 2016: South Wales East | Wahl zur Nationalversammlung für Wales 2016: South Wales East |
| Partei                                                        | Partei                                                        | Gewählte Kandidaten                                           | Sitze                                                         | ±                                                             | Stimmen                                                       | %                                                             | ±                                                             |                                                               |
| ------------------------------------------------------------- | ------------------------------------------------------------- | ------------------------------------------------------------- | ------------------------------------------------------------- | ------------------------------------------------------------- | ------------------------------------------------------------- | ------------------------------------------------------------- | ------------------------------------------------------------- | ------------------------------------------------------------- |
|                                                               | Labour                                                        |                                                               | 0                                                             | ±0                                                            | 74.424                                                        | 38,3 %                                                        | −7,3 %                                                        |                                                               |
|                                                               | UKIP                                                          | Mark Reckless David Rowlands                                  | 2                                                             | +2                                                            | 34.524                                                        | 17,8 %                                                        | +12,5 %                                                       |                                                               |
|                                                               | Conservative                                                  | Mohammad Asghar                                               | 1                                                             | −1                                                            | 33.318                                                        | 17,2 %                                                        | −2,4 %                                                        |                                                               |
|                                                               | Plaid Cymru                                                   | Steffan Lewis                                                 | 1                                                             | −1                                                            | 29.686                                                        | 15,3 %                                                        | +3,2 %                                                        |                                                               |

#### South Wales West
| Wahl zur Nationalversammlung für Wales 2016: South Wales West | Wahl zur Nationalversammlung für Wales 2016: South Wales West | Wahl zur Nationalversammlung für Wales 2016: South Wales West | Wahl zur Nationalversammlung für Wales 2016: South Wales West |
| Wahlkreis                                                     | Wahlkreis                                                     | Gewählte Abgeordnete                                          | Partei                                                        |
| ------------------------------------------------------------- | ------------------------------------------------------------- | ------------------------------------------------------------- | ------------------------------------------------------------- |
|                                                               | Aberavon                                                      | David Rees                                                    | Labour gehalten                                               |
|                                                               | Bridgend                                                      | Carwyn Jones                                                  | Labour gehalten                                               |
|                                                               | Gower                                                         | Rebecca Evans                                                 | Labour gehalten                                               |
|                                                               | Neath                                                         | Jeremy Miles                                                  | Labour gehalten                                               |
|                                                               | Ogmore                                                        | Huw Irranca-Davies                                            | Labour gehalten                                               |
|                                                               | Swansea East                                                  | Michael John Hedges                                           | Labour gehalten                                               |
|                                                               | Swansea West                                                  | Julie James                                                   | Labour gehalten                                               |

| Wahl zur Nationalversammlung für Wales 2016: South Wales West | Wahl zur Nationalversammlung für Wales 2016: South Wales West | Wahl zur Nationalversammlung für Wales 2016: South Wales West | Wahl zur Nationalversammlung für Wales 2016: South Wales West | Wahl zur Nationalversammlung für Wales 2016: South Wales West | Wahl zur Nationalversammlung für Wales 2016: South Wales West | Wahl zur Nationalversammlung für Wales 2016: South Wales West | Wahl zur Nationalversammlung für Wales 2016: South Wales West | Wahl zur Nationalversammlung für Wales 2016: South Wales West |
| Partei                                                        | Partei                                                        | Gewählte Kandidaten                                           | Sitze                                                         | ±                                                             | Stimmen                                                       | %                                                             | ±                                                             |                                                               |
| ------------------------------------------------------------- | ------------------------------------------------------------- | ------------------------------------------------------------- | ------------------------------------------------------------- | ------------------------------------------------------------- | ------------------------------------------------------------- | ------------------------------------------------------------- | ------------------------------------------------------------- | ------------------------------------------------------------- |
|                                                               | Labour                                                        |                                                               | 0                                                             | ±0                                                            | 66.903                                                        | 39,5 %                                                        | −6,9 %                                                        |                                                               |
|                                                               | Plaid Cymru                                                   | Bethan Jenkins David Lloyd                                    | 2                                                             | +1                                                            | 29.050                                                        | 17,2 %                                                        | +3,4 %                                                        |                                                               |
|                                                               | Conservative                                                  | Suzy Davies                                                   | 1                                                             | −1                                                            | 25.414                                                        | 15,0 %                                                        | −2,8 %                                                        |                                                               |
|                                                               | UKIP                                                          | Caroline Jones                                                | 1                                                             | +1                                                            | 23.096                                                        | 13,7 %                                                        | +9,4 %                                                        |                                                               |
|                                                               | Liberal Democrats                                             |                                                               | 0                                                             | −1                                                            | 10.946                                                        | 6,5 %                                                         | −0,5 %                                                        |                                                               |